# 中共海丰县委员会旧址
中共海丰县委员会旧址，位于中国广东省汕尾市海丰县城幼石街，为海丰县的一个县级文物保护单位，类型为近现代重要史迹及代表性建筑，公布时间为1963年。
中共海丰县委员会旧址的历史年代为1927-1928。